# Dino Gozzi
Dino Gozzi (Pescantina, 18 maggio 1925 – ...) è stato un calciatore italiano, di ruolo centrocampista.

## Carriera
Centrocampista centrale, giocò per una stagione in Serie A con la maglia del Vicenza.